# Aïn Boucif
Ain Boucif là một đô thị thuộc tỉnh Médéa, Algérie. Dân số thời điểm năm 2002 là 24.434 người.